# Ginga tetsudō no yoru (film)
Ginga tetsudō no yoru (japanska: 銀河鉄道の夜, "Natt på den galaktiska järnvägen"?) är en animerad långfilm från 1985. Den regisserades av Gisaburō Sugii efter Kenji Miyazawas kortroman med samma namn. Filmen kretsar kring den tågresa bland stjärnorna som de två ungdomarna – i filmen tecknade som katter – Giovanni och Campanella gör. Filmen bär alternativtiteln Nokto de la galaksia fervojo, som en hyllning till esperantisten Miyazawa.

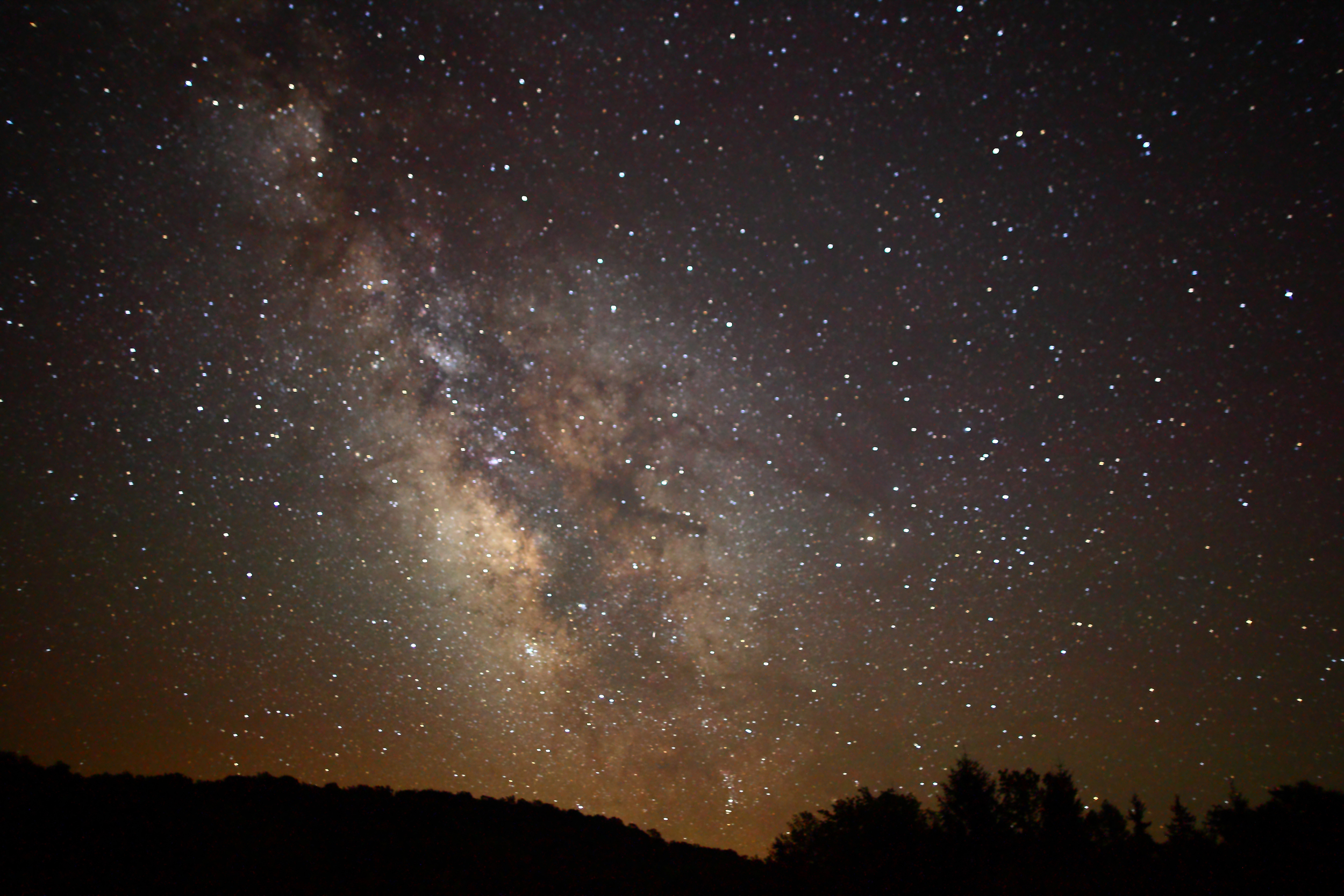
Tåget för de båda pojkarna Giovanni och Campanella upp i Vintergatan.

## Handling
Under en festivalkväll dyker plötsligt ett tåg upp ur ingenstans, på den gräsbeklädda kullen där den unge Giovanni befinner sig. Han bestämmer sig för att ta tåget, och med på resan följer hans goda vän Campanella. På resan med tåget, som för vännerna upp bland stjärnorna mot en okänd destination, får de två stifta bekantskap med märkliga passagerare och livsöden.
Giovanni är en pojke från en fattig familj och får arbeta hårt för att försörja sin sjukliga mor. Han har därför ingen fritid och förlöjligas av andra barn. Klasskamraten Campanella är den ende (förutom hans mor och syster) som bryr sig om honom.

## Rollfigurer

### Giovannis och Campanellas familjer
- Giovanni – (japansk röst:) Mayumi Tanaka
- Giovannis mor – Yoshie Shimamura (Kae Shimamura)
- Campanella – Chika Sakamoto
- Dr. Bulganillo, Campanellas far – Gorō Naya (Tatsuyuki Niuchi/Tatsuyuki Jinnai)
- Campanellas fru – Goro Naya

### Övriga
- Radiotelegrafist – Takeshi Aono
- Butiksägare - Ryūki Sakaichi (Ryūji Enji)
- Tadashi – Furiko Uchizaki (Yuriko Fuchizaki)
- Zanelli (skolans främste gängledare/mobbare) – Junko Hori
- Marceau – Miyuki Ichijō
- Tågkonduktören Shashō – Tetsuya Kaji
- Lärare – Ryounosuke Kaneda
- Ung man – Hidehiro Kikuchi (Akihiro Kikuchi)
- Mjölkbud – Seiji Kurasaki (Seiji Kurazaki)

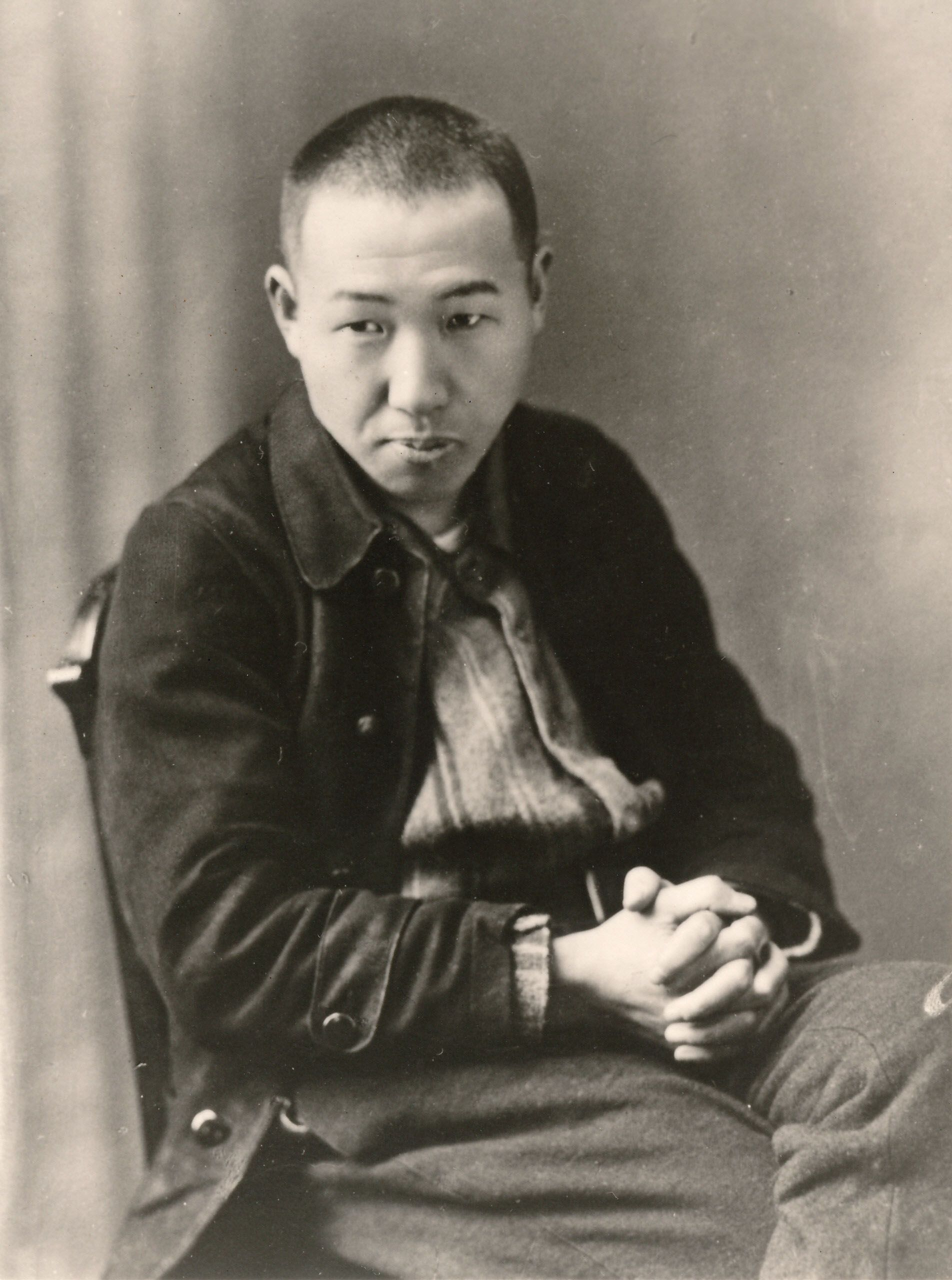
Filmen baseras på Kenji Miyazawas japanska barnboksklassiker.

- Kaoru – Kaori Nakahara
- Gammal kvinna – Reiko Niimura
- Fågelfångare – Chikao Ōtsuka
- Fyrvaktare – Fujio Tokita

Källor: 

## Produktion
Filmen baserade sig på Kenji Miyazawas i Japan berömda kortroman (barnbok av dramatyp) med samma namn. I regissören Sugiis produktion är Miyazawas två unga pojkar porträtterade som antropomorfiska katter. Filmen marknadsfördes i Japan med den alternativa titeln Nokto de la galaksia fervojo (inklusive i filmens förtexter) och all text i filmen är skriven på esperanto, som hyllningar till den engagerade esperantisten Miyazawa. Även filmmusiken, skriven av YMO-medlemmen Haruomi Hosono, gavs ut på LP under esperanto-titeln.
Alla barnen i Giovannis och Campanellas klass tecknas som katter. Andra figurer, som barn på ett fartyg, är tecknade som människor. Katterna var animatörernas lösning på hur de skulle kunna gestalta Miyazawas (drömlika) romanfigurer och hålla verkligen på avstånd.
Flera ur produktionen gick vidare till större uppdrag inom animebranschen. Bildmanus-tecknaren Kōichi Mashimo kom över tio år senare att grunda studion Bee Train.

### Produktionsfakta
- Originaltitel – 銀河鉄道の夜 (Ginga tetsudō no yoru)/Nokto de la galaksia fervojo
- Ursprungspremiär – 13 juli 1985
- Längd – 105 minuter
- Regi – Gisaburō Sugii
- Baserad på – kortroman av Kenji Miyazawa
- Filmidé – Hiroshi Masamura
- Manus – Minoru Betsuyaku
- Figurdesign – Takao Kodama
- Konstnärlig ledare – Mihoko Magoori
- Producent – Masato Hara, Atsumi Tashiro
- Musik – Haruomi Hosono

Källor: 

### Filmografi/premiärer
- Japan – 銀河鉄道の夜 (Ginga tetsudō no yoru) 13 juli 1985
  - senare[när?] på DVD[7]
- USA – Kenji Miyazawa's Night on the Galactic Express (7 februari 1986?[5]) (engelskt tal)
  - 1995 – Night on the Galactic Railroad (VHS, New York: Central Park Media) (engelsk textning)
  - 2001 – Night on the Galactic Railroad (DVD, New York: Central Park Media, ASIN B00005NMV9) (engelsk text, engelskt tal)
- Island – (Reykjavik International Film Festival 1 oktober 2007)

Källor: 